# European Pocket Billiard Federation
European Pocket Billiard Federation (EPBF) – organizacja skupiająca wszystkie krajowe stowarzyszenia bilardowe w Europie. EPBF jest członkiem Światowego Stowarzyszenia Bilardowego World Pool-Billiard Association (WPA). Siedziba organizacji znajduje się w Trollhättan w Szwecji. Powstała 3 listopada 1978 roku.

## Władze organizacji
Obecnie w skład zarządu EPBF wchodzą:
| Prezydent              | Gre Leenders     | Holandia        |
| Wiceprezydent          | Kurt Roos        | Szwecja         |
| Skarbnik               | Ine Helvik       | Norwegia        |
| Dyrektor ds. sportu    | Anamaria Matesic | Chorwacja       |
| Dyrektor ds. młodzieży | Tomas Brikmanis  | Litwa           |
| Asesor                 | David Morris     | Wielka Brytania |

## Członkowie organizacji

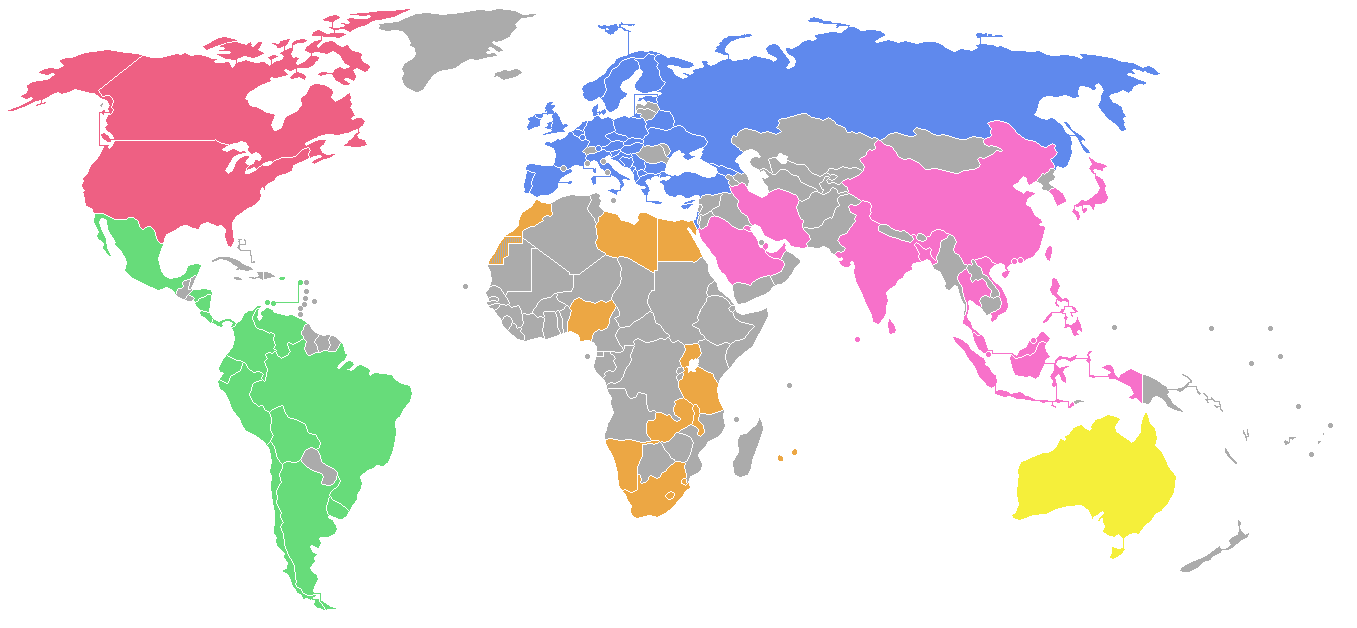
Państwa członkowskie EPBF zostały oznaczone kolorem niebieskim

Obecni członkowie krajowi stowarzyszeni w EPBF (stan na marzec 2018):
| Albania              | Czechy    | Liechtenstein | Serbia          | Włochy |
| Austria              | Dania     | Litwa         | Słowacja        |        |
| Belgia               | Estonia   | Luksemburg    | Słowenia        |        |
| Białoruś             | Finlandia | Łotwa         | Szwajcaria      |        |
| Bośnia i Hercegowina | Francja   | Niemcy        | Szwecja         |        |
| Bułgaria             | Grecja    | Norwegia      | Turcja          |        |
| Chorwacja            | Gruzja    | Polska        | Ukraina         |        |
| Cypr                 | Hiszpania | Portugalia    | Węgry           |        |
| Cypr Północny        | Holandia  | Rosja         | Wielka Brytania |        |